# 缅甸天胡荽
缅甸天胡荽（学名：Hydrocotyle burmanica）为伞形科天胡荽属下的一个种。

## 扩展阅读
- 維基物種上的相關：缅甸天胡荽